# Debet
Debet is een financieel en boekhoudkundig begrip. Het komt van het Latijnse debere, dat moeten betekent. Het is de tegenhanger van credit. Op het debet van een rekening boeken heet debiteren.
Op de balans van een entiteit is de debetzijde de linkerzijde. Hier staan de activa, waaronder het geld dat de entiteit tegoed heeft van zijn debiteuren.
In het dubbel boekhouden zijn de kostenrekeningen typische debetrekeningen. De kosten worden erop gedebiteerd. Nochtans, wanneer men middelen besteedt aan een blijvend bezit, wordt dat op het actief geboekt. Ook activarekeningen zijn dus normaal debetrekeningen.
Als een bankrekening gedebiteerd wordt, bedoelt men dat het tegoed van de klant minder wordt. Dat is bekeken vanuit de boekhouding van de bank. Omgekeerd, als het tegoed van de klant groter wordt, dan wordt de bankrekening gecrediteerd, terwijl in de boekhouding van de rekeninghouder zijn rekening bank wordt gedebiteerd.